# Sejm elekcyjny 1674
Sejm elekcyjny 1674 – I Rzeczypospolitej, został zwołany 22 lutego 1674 roku do Warszawy.
Sejmiki przedsejmowe w województwach odbyły się 15 marca 1674 roku. Marszałkiem sejmu obrano Benedykta Pawła Sapiehę podskarbiego nadwornego litewskiego. 
Obrady sejmu trwały od 20 kwietnia do 9 czerwca 1674 roku. Dokonano wyboru Jana III Sobieskiego na króla Polski.